# Rhynchodina
Rhynchodina là một chi bướm đêm thuộc họ Erebidae.